# Johann August Olearius (Theologe, 1644)
Johann August Olearius (* 12. Dezember 1644 in Halle (Saale); † 20. Januar 1711 in Weißenfels) war ein deutscher evangelischer Theologe.

## Leben
Johann August Olearius war der Sohn des Theologen Johannes Olearius (1611–1684). Er hatte seine Vorbildung an den Schulen seiner Heimatstadt genossen und wurde von Privatlehrern unterrichtet. 1664 bezog er die Universität Jena, kam damals beim Jenaer Superintendenten Christian Chemnitz (1615–1666) unter und erwarb 1666 den akademischen Grad eines Magisters der Philosophie. Dem Vorbild seiner Vorfahren folgend, widmete er sich den theologischen Wissenschaften und besuchte die Vorlesungen von Johannes Musäus, Chemnitz, Johann Ernst Gerhard der Ältere und Sebastian Niemann. 1667 begab er sich nach Nürnberg zu dem bekannten Theologen Johann Michael Dilherr.
Von dort setzte er seine Reise an die Universität Altdorf, an die Universität Tübingen, an die Universität Heidelberg und an die Universität Gießen fort, bis er schließlich an der Universität Straßburg seine theologischen Studien bei Sebastian Schmidt, Isaak Faust (1632–1702) und Balthasar Bebel intensivierte. Noch vor Ausgang des Jahres 1667 hatte sein Vater ihn wegen der anstehenden Kriegsgefahr zu sich nach Halle zurückberufen, der ihn dann aber mit seinem Bruder Johann Christian Olearius auf eine Reise nach Niedersachsen an die Universität Kiel schickte. Dort hatte er die Vorlesungen von Paul Sperling (1605–1679) sowie von Christian Kortholt der Ältere gehört. Seine Studien setzte er an den holländischen Universitäten in Leiden, Utrecht, Franeker und Groningen fort.
Zurückgekehrt in seine Heimat, absolvierte Olearius im Hallenser Dom unter den Augen Herzogs August von Sachsen-Weißenfels eine Wochenpredigt und konnte so die Aussicht auf eine ansehnliche theologische Stellung erlangen. Zu jener Zeit bot sich die Superintendentur in Sangerhausen an, die kurz vorher durch den Tod des alten Superintendenten erledigt war. In Sangerhausen absolvierte er daher am 12. November 1671 seine Probepredigt. Ihm wurde jedoch aufgetragen, sich den Doktorhut zur Ausübung des Amtes zu erwerben. Daher disputierte er unter dem Vorsitz Sebastian Niemanns in Jena im Frühjahr 1672 mit dem Thema de Alethologia infallibi, ex Joh. XVII. 17. zum Lizentiaten der Theologie, wurde am 8. Mai 1672 für das Amt in Leipzig ordiniert, hielt am 29. Mai 1672 seine Anzugspredigt und wurde am 2. Juli von seinem Vater eingeführt.
Gemeinsam mit drei seiner Brüder promovierte er 1674 in Jena zum Doktor der Theologie. Nach dreizehnjähriger Dienstzeit in Sangerhausen starben kurz hintereinander sein Vater und sein älterer Bruder Johannes Andreas Olearius. Da der Sachsen-Weißenfelser Herzog Johann Adolf I. ihn zu diesem Amt wünschte, wurde er 18. Juli 1685 Hofprediger, Kirchenrat, Konsistorialassessor und Generalsuperintendent des Fürstentums Querfurt in Weißenfels. In dem bischofsgleichen Amt wurde er noch 1690 zum Oberhofprediger befördert und verstarb nach kurzer Krankheit. An Werken hat er nur einzelne Predigten in den Druck gegeben, wobei hier nur die Geburtstagspredigten auf den Herzog Johann Adolph, die er 1684 bis 1689 gehalten hat, bekannt sind.

## Familie
Olearius war zwei Mal verheiratet. Seine erste Ehe hatte er im Hallenser Dom am 28. Oktober 1672 mit Justina Helena († 9. März 1703), Tochter des Hallenser Ratsmeisters Johann Stützing, geschlossen. Aus dieser Ehe gingen fünf Söhne und zwei Töchter hervor. Die Kinder sind aber alle, bis auf den späteren Superintendenten von Sangerhausen, Johann Gottfried Olearius, jung verstorben. Nach dem Tod seiner ersten Frau ging er in Merseburg am 18. November 1704 mit Magaretha Sophia, die Tochter des Merseburger Hof und Justizrat Johann Ernst Noricus und dessen Frau Helene (geb. von Ludwiger), der Witwe des fürstlich sächsischen Rats- und Lehnssekretärs Georg Nahrendorff, seine zweite Ehe ein. Diese Ehe blieb kinderlos.